# Херцеговина
Херцеговина је историјска и географска област, која је настала средином 15. века, када је војвода Стефан Вукчић Косача узео титулу: херцег од Светог Саве. Током историје, просторни опсег Херцеговине се постепено мењао. Првобитно се односио на Херцеговину Светог Саве, а потом на Херцеговачки санџак, односно Херцеговачки пашалук. Значајне промене су наступиле 1878. године, када је већи део историјске Херцеговине окупиран од стране Аустроугарске (данашња Херцеговина у ужем смислу), док су мањи делови у два наврата (1878. и 1912. године) прикључени Црној Гори (данашња Стара Херцеговина).
Савремена Херцеговина у ужем смислу означава географску област која обухвата јужну половину Босне и Херцеговине. Херцеговина као стара српска средњовековна земља била је много већа и обухватала је делове данашње западне Црне Горе, делове Полимља и Горњег Подриња, као и Боку которску. (Стара Херцеговина). Ова држава је име добила по титули херцега од Светога Саве (  — „војвода”), владара овог подручја из 15. века Стефана Вукчића Косаче. Кроз историју се називала и Хумска земља, Хум или Захумље.
Историјски и културно она обухвата, или је обухватала, нека подручја источно и североисточно (Стара Херцеговина у Црној Гори, Подрињу и Полимљу). По друштвено-историјским критеријумима, Херцеговина се на неким од ових територија преклапа са Босном.
Херцеговина заузима око 20% територије Босне и Херцеговине, где живи око 10% становништва земље.

## Географија
Херцеговина је брдско-планинско подручје које чини део Динарских планина. Типични су предели карста у којима се повремено појављују плодне равнице — поља. Клима је медитеранска, иако са нешто више падавина у односу на просек за овај тип климе. Зиме су благе, и за разлику од суседне Босне, снега у долинама Херцеговине има веома ретко. Лета су сува и врела, посебно у јулу и августу.
Највиши врх је Маглић на 2.386 м, затим Волујак 2.336 м код Гацка. Остали значајни врхови су Чврсница (2.226 м код Посушја и Прењ (2.226 м код Мостара. Значајна планина је и Вран — природна граница између Херцеговине и Босне.
Једина већа река је Неретва, која извире код Гацка и у великом луку дугом 218 км пролази кроз централни део регије. Јужни део Херцеговине припада сливу реке Требишњица, дуге 96,5 км, која извире код Билеће, а понире код Хутова.
Херцеговина нема великих природних језера, али има три велика вештачка: Јабланичко и Рамско на Неретви и Билећко на Требишњици које је највеће вештачко језеро Балкана.

## Границе
Данас је територија Херцеговине подељена на више делова, иако је и те како живо сећање херцеговачког народа о јединству тих територија. Херцеговина се дели на Источну и Западну Херцеговину, као део Босне и Херцеговине, и Стару Херцеговину у Црној Гори, део око Пријепоља у Србији, и Конавле у Хрватској.
Изразита је географска граница између Босне и Херцеговине чини планински низ Вран—Радуша—Враница—Битовња—Бјелашница—Трескавица—Зеленгора—Маглић.
Источна Херцеговина већином припада Републици Српској, а њен остатак Федерацији БиХ, с тим да се Западна Херцеговина подудара са Западнохерцеговачким кантоном, а њен централни дио (неумска, чапљинска, столачка, мостарска, јабланичка и коњичка регија) се подудара са Херцеговачко-неретванским кантоном.
У географском смислу, од наведених општина северни дио општине Прозор припада Босни, док Херцеговини припадају и јужни дијелови општина Томиславград и Фоча, чији се већи дијелови такође налазе у Босни, а исто тако Херцеговини, у целини, географски припада и подручје бивше општине Улог, иначе у саставу општине Калиновик. Сматра се да је прелаз из Босне у Херцеговину на превоју Иван-седло. Некада се у географском смислу под Херцеговином подразумевају сливови река Неретве и Требишњице.
Историјска Стара Херцеговина је саставни део Црне Горе, тј. њен северни, планински део (Пива, Никшић, Шавник, Жабљак, (Засада (Бобово)) и Бока которска. У Стару Херцеговину спадају и области око Фоче, Горажда у Босни, Пријепоља у Србији, и област Конавле у Хрватској.

## Историја
Херцеговина је своје име добила по великом српском војводи Стефану Вукчићу Косачи, који је владао тим подручјем средином 15. века. Он се 1448. крунисао титулом херцега од Светога Саве у манастиру Милешева. Позната је још и као Војводство Светог Саве, зато што је овај српски просветитељ био владар у Хумској земљи, а потом и организатор српске православне Митрополије захумско-херцеговачке. Територија којом је владао простирала се од Лима до Цетине и од Раме до Которског залива.
У својој повељи Сплићанима, издатој управо у вријеме владавине Хумском земљом принца Растка Немањића, око 1190—1192. године, Стефан Немања, „сабиратељ свих Српских Земаља”, међу којима су биле и Травунија и Хум, или Захолмије (Захумље) — данашња Херцеговина, каже:
Ја велики жупан Немања дозвољавам Сплићанима да слободно излазе у моју земљу, и сина ми Растка у Хумску земљу, и сина ми Вукана у Зету, и да слободно тргују, и да им се никаква неправда не догоди.
Каснији српски владари у српским земљама, укључујући херцеговачке и босанске, са поносом су своју власт и титуле везивали за име Светога Саве.

### Средњовековна Херцеговина
Херцеговина је настала средином 15. века, када је војвода Стефан Вукчић Косача узео титулу: херцег од Светог Саве. Тадашња Херцеговина Светог Саве је заузимала пространу територију од Полимља на истоку, до реке Цетине на западу, и од Горњег Подриња на северу до Херцег-Новог на југу.
- Ширење босанске државе u 14. веку.
- Херцеговина пре турских освајања.
- Војводство С. В. Косаче, 1440. године.
- Упад војводе С. В. Косаче у Зету (15. век).

### Херцеговина под турском влашћу
Османлије су први почели ту регију називати Херцеговина у ствари Вилајет Херцеговина, по њеном тадашњем владару херцегу Косачи. Херцеговина је и под Османлијама задржавала облик самоуправе у виду Херцеговачког пашалука. Херцеговина је држава која је дуго одолијевала нападима Турака, а по освајању нису престајали са устанцима и бунама, највећи је устанак Невесињска пушка који је Херцеговини требало да донесе коначну слободу и обнову независности а потом и уједињења са осталим српским државама.

### Херцеговина под аустрогарском влашћу
Аустроугарска је анектирала Херцеговину након Берлинског конгреса. Само дио Херцеговине је ослобођен али као дио Црне Горе у којој је остао до дан данас. Херцеговина је задржала неку врсту аутономије и у Аустроугарској. Херцеговци се опет највише истичу у борби против окупатора и делују у виду организације Млада Босна.

### Херцеговина у првој Југославији
Херцеговина тада по први пут губи своје име и своју територију и бива подељена на Зетску и Приморску бановину. Приморска бановина после постаје дио Хрватске бановине па тако и дио Херцеговине.
Херцеговина није доживела развој у периоду између два светска рата и остала је по свим параметрима неразвијен регион. Миграције из Херцеговине у друге крајеве биле су честе.

### Херцеговина у Другом светском рату
Источни Херцеговци су се и тада истицали и борили против злочиначког окупатора многобројним устанцима у којима су поразили злочиначку јединицу озлоглашеног усташе Мија Бабића-Ђованија, десне руке Анте Павелића. Херцеговачки устаници су усташку јединицу поразили а Мија усмртили.

### Херцеговина у другој Југославији
Стварањем СФР Југославије, Херцеговина се по први пут присаједињује са Босном у једну федералну јединицу — СР Босна и Херцеговина, задржава своје име али не добија федералну јединицу засебно, што су многи сматрали неправдом узевши у обзир да је добила Македонија, Словенија, Црна Гора, па и Војводина и Косово и Метохија који су имали велики степен аутономије.

### Распад Југославије
У време распада СФР Југославије, септембра 1991. године, проглашена је Српска аутономна област Херцеговина (САО Херцеговина). Област је постала део Српске Републике Босне и Херцеговине 1992. године.
- САО Херцеговина у септембру 1991.
- САО Херцеговина у новембру 1991.

## Херцеговина данас
Градови и општине које обухвата Херцеговина су:
- Источна Херцеговина: Билећа, Гацко, Невесиње, Фоча, Калиновик и Требиње.
- Северна Херцеговина: Коњиц, Јабланица и Прозор-Рама.
- Средишња Херцеговина: Мостар.
- Западна Херцеговина: Груде, Љубушки, Посушје, Широки Бријег и Читлук
- Јужна Херцеговина: Чапљина, Неум, Равно, Столац, Берковићи, Љубиње.

Херцеговина данас обухвата око 20% територије и око 10% становништва данашње Босне и Херцеговине. Обухвата Источну Херцеговину (регију у РС), Херцеговачко-неретванску жупанију (кантон у ФБиХ) и Западнохерцеговачки кантон (кантон у ФБиХ).

## Знаменити Херцеговци
- Стефан Вукчић Косача, оснивач војводства Светог Саве, односно Херцеговине (1404—1466)
- Теодор Љубавић, монах и први херцеговачки штампар (штампарија радила од 1519. до 1523)
- Грдан Никшић, војвода и устанички првак Херцеговине (15??-1612)
- Свети Василије Острошки, митрополит херцеговачки (1610—1671)
- Бајо Пивљанин, хајдучки харамбаша (16??-1685)
- Сава Владиславић Рагузински, дипломата и књижевник (1660—1738)
- Нектарије Зотовић, митрополит (1694—1712)
- Арсеније Гаговић, архимандрит пивски (17??-1817)
- Тешан Подруговић, казивач народних пјесама (1782—1820)
- Стојан Чупић, српски јунак из Пиве (17??-1815)
- Прокопије Чокорило, монах-љетописац (1802—1866)
- Јоаникије Памучина, архимандрит мостарски (1810—1870)
- Богдан Зимоњић, војвода херцеговачки (1813—1909)
- Стојан Ковачевић, хајдучки харамбаша (1821—1911)
- Продан Рупар, вођа устаника у Херцеговини — Невесињска пушка
- Лука Вукаловић, војвода и вођа Херцеговачког устанка (1823—1873)
- Серафим Перовић, митрополит (1827—1903)
- Нићифор Дучић, архимандрит и књижевник (1832—1900)
- Леонтије Радуловић, митрополит (1835—1888)
- Мићо Љубибратић, војвода и устанички првак (1839—1889)
- Стеван Зимоњић, сакупљач народних умотворина (1843—1937)
- Максим Баћовић, војвода и устанички првак (1848—1876)
- Лука Ћеловић, добротвор и привредник (1854—1929)
- Лука Грђић Бјелокосић, научник — етнолог (1857—1918)
- Петар Зимоњић, митрополит и свештеномученик (1866—1941)
- Алекса Шантић, пјесник (1868—1924)
- Ристо Јеремић, научник и љекар (1869—1952)
- Томо Братић, етнограф и сакупљач народног блага (1871—1929)
- Јован Дучић, пјесник и дипломата (1871—1943)
- Светозар Ћоровић, књижевник (1871—1919)
- Васиљ Грђић, публициста и јавни радник (1875—1934)
- Јевто Дедијер, научник и професор универзитета (1879—1918)
- Нектарије Круљ, митрополит (1879—1966)
- Владимир Ћоровић, историчар (1885—1941)
- Богдан Жерајић, револуционар (1886—1910)
- Ристо Жерајић, санитетски мајор (1874—1915)
- Милан Жерајић, санитетски бригадни генерал (1865—1935)
- Васиљ Поповић, историчар (1887—1941)
- Перо Слијепчевић, научник и књижевник (1888—1964)
- Владимир Гаћиновић, публициста и јавни радник (1890—1917)
- Мустафа Голубић, револуционар и совјетски обавештајац (1889—1941)
- Жарко Дангубић, боксер, књижевник и добротвор (1953—2015)
- Душан Баранин, књижевник (1902—1972)
- Благоје Паровић, учесник Шпанског грађанског рата (1903—1937)
- Ђоко Слијепчевић, црквени историчар (1908—1993)
- Радован Самарџић, историчар (1922—1994)
- Јован Деретић, историчар књижевности (1934—2002)
- Вук Драшковић, књижевник и политичар (рођ. 1946)
- Дражен Далипагић, кошаркаш (рођ. 1951)
- Обрен Ђурић Козић, етнолог
- Андрија Лубурић, етнолог
- Петар Шобајић, етнолог
- Новак Мандић Студо, историчар и књижевник

## Галерија
- Стећак у Радимљи
- Требиње (река Требишњица)
- Стари мост у Мостару
- Међугорје
- Херцег Нови: Српски Соко
- Саборни храм у Мостару
- Јама Ржани До код Љубиња
- Иван планина
- Билећко језеро
- Река Неретва
- Врх Власуља (Волујак)
- Грб Хума
- Застава средњовјековне Херцеговине
- Средњовјековни грб Херцеговине
- Застава херцеговачке и црногорске војске у бици код Вучјег Дола
- Застава Херцеговине послије Аустро-Угарске анексије